# Malanea ueiensis
Malanea ueiensis är en måreväxtart som beskrevs av Julian Alfred Steyermark. Malanea ueiensis ingår i släktet Malanea och familjen måreväxter. Inga underarter finns listade i Catalogue of Life.